# Lednička

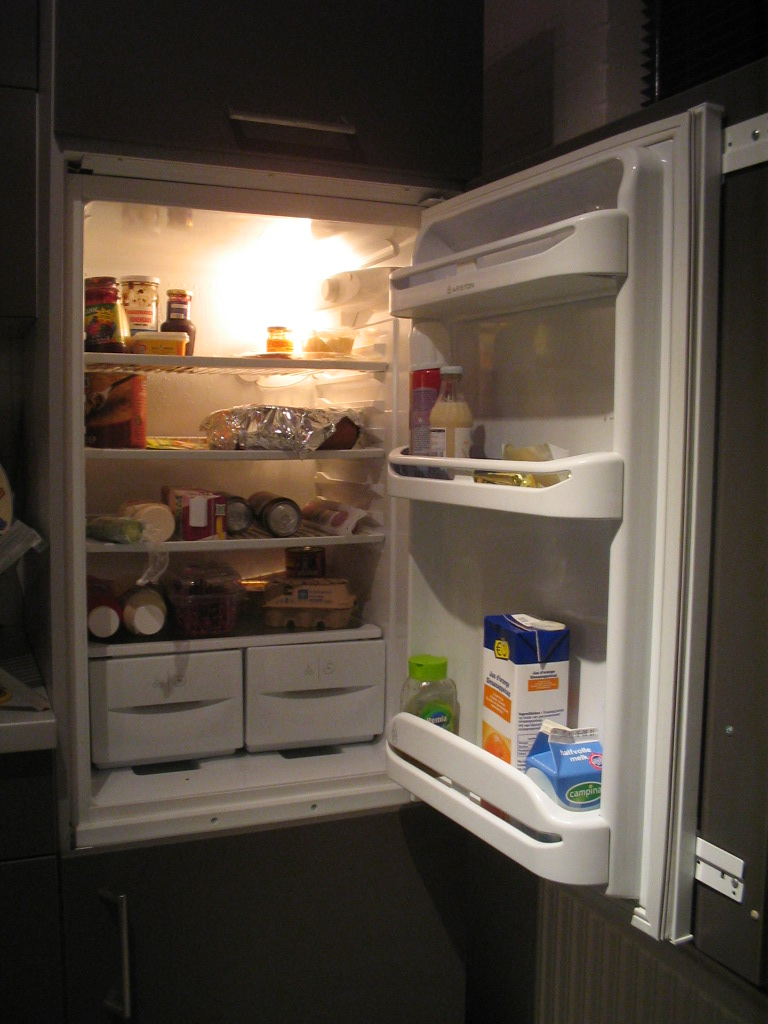
Otevřená lednička

Lednička (též lednice, chladnička) je skříň obsahující chladicí stroj a sloužící k uchování potravin při nízké teplotě (asi 4 °C). Mraznička či mrazicí box je podobné zařízení s teplotou v celém vnitřním prostoru pod bodem mrazu, až −20 °C. 

## Principy chlazení

### Historie

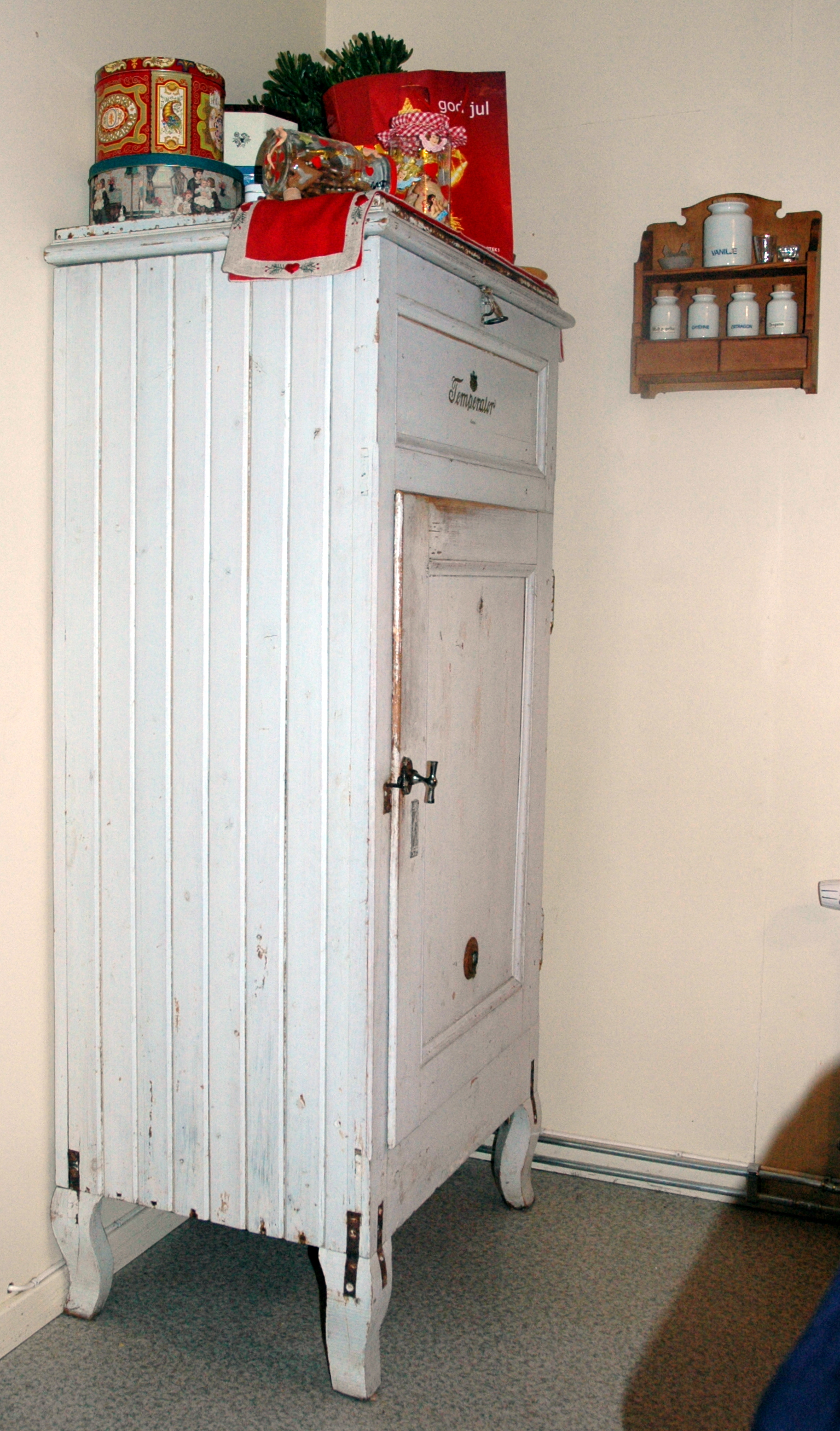
Stará norská lednice chlazená ledem

V minulosti byla lednice skutečně chlazena ledem. Jednalo se o tepelně izolovanou dvouplášťovou skříň, do níž se vkládal přírodní led. Ten postupně tál a ochlazoval vnitřek ledničky na stálou teplotu 0 °C. Výraz „lednice“ se v češtině používal jak pro toto chladicí zařízení, tak pro sklady přírodního ledu.
Jednoduchá chladnička může pracovat i na principu odparu vody nebo jiné látky. Povrch chlazené nádoby je zvlhčen pracovní látkou a ta se na vzduchu odpařuje. Tím odnímá nádobě skupenské teplo a ta se ochlazuje. Na tomto principu lze obvykle dosáhnout jen malého snížení teploty. Dá se ale použít i v primitivních podmínkách.
Lednice založená na chladicím cyklu vynalezeném Carlem von Linde vznikla v roce 1876. První lednice pro domácnosti byly dány do komerčního prodeje v roce 1911 v USA.

### Současnost
Existují čtyři odlišné principy chlazení ledniček: kompresorové, absorpční, adsorpční a na bázi Peltierova článku. Chladnička bývá obvykle elektrická, ale existují i typy plynové, případně využívající jiných zdrojů energie.

### Kompresorová lednička

Princip kompresorového chlazení: A – teplá část, B – studená část. 1 – kondenzátor, 2 – expanzní ventil, 3 – výparník, 4 – kompresor

Základem je okruh s chladivem (kapalina s teplotou varu, která se mění s tlakem v rozsahu několika desítek stupňů kolem 0 °C) a kompresor. Kompresor vtlačuje chladivo v plynném stavu do výměníku (kondenzátoru), který je tvořen dlouhou úzkou, tlustostěnnou kovovou trubicí (černá mřížka na zadní straně ledničky). Ve výměníku se plyn, vlivem zvýšení tlaku, a tedy i zvýšením bodu/teploty varu chladiva, ochladí a změní na kapalinu (kondenzace). Přebytečné teplo odevzdává kapalina okolí. Pak se kapalina přes zúžení expanzního ventilu (toto zúžení, zabraňující plynulé cirkulaci chladiva, umožňuje kompresoru zvýšit tlak ve výměníku) dostává do výparníku, který má ve svých stěnách trubici s větším průřezem, než byl ve výměníku. V tomto prostoru se pro kapalinu prudce sníží tlak, tím i teplota varu, a kapalina se začne vypařovat. Potřebné skupenské teplo odebírá z vnitřku ledničky. Pak je plyn přiváděn zpět ke kompresoru a cyklus se opakuje.
Kompresorové ledničky se využívají také v automobilech, karavanech a jiných dopravních prostředcích. Mezi jejich výhody pro využití v dopravních prostředcích patří vysoká účinnost chlazení a udržování teploty, nejnižší spotřeba energie ve srovnání s jinými typy ledniček a vysoká rychlost chlazení.

### Absorpční lednička
Absorpční lednička používá plynné nebo kapalné chladicí médium (např. bromid lithný, čpavek) z chladicího okruhu, které se v absorbéru rozpouští v chladné vodě a tím odnímá okolí teplo. Voda i s rozpuštěným plynem proudí do místa („vařiče“), kde je zahřáta a tím plyn opět uvolněn. Ohřátý plyn o vyšším tlaku, než měl v absorbéru, proudí do chladiče, kde jeho teplota klesne a při daném vyšším tlaku případně zkapalní. Poté proudí médium opět do absorbéru, kde se rozpustí ve vodě zchlazené v samostatném chladiči a cyklus se opakuje.
Absorpční lednička má proti kompresorové nižší účinnost a není schopna dosáhnout tak nízkých teplot; nicméně stačí její výkonnost na provoz běžných domácnostních chladniček s mrazicím oddílem, avšak bez velkých nároků na hluboké mražení. Na druhou stranu má bezhlučný chod, neobsahuje pohyblivé součásti (teoreticky vyšší spolehlivost) a nemusí být nutně napájena elektřinou – může být poháněna pouze teplem (například plynového hořáku nebo slunečního záření). S postupným vývojem spolehlivějších a tišších kompresorů a všeobecnou dostupností elektřiny se dnes využívají převážně kompresorové ledničky. I dnes požadovaná energetická úspornost podmiňuje tento trend.
Existovaly i ledničky se suchým absorbérem (CaCl2). Pracovaly v cyklickém režimu, kdy docházelo ke střídavému ohřívání a ochlazování absorbéru.

### Adsorpční lednička
Princip adsorpční ledničky je podobný jako u absorpční. Rozdíl spočívá v tom, že u absorpčního agregátu se odnímá okolí teplo rozpuštěním chladicího média v absorbéru, zde se tak děje jeho přilnutím na povrchu adsorbentu. Ten je tvořen houbovitě porézní hmotou, čímž se dosáhne velké povrchové plochy při malém objemu; dříve se používal silikagel, v posledních letech se dosahuje podstatně lepších výsledků se zeolitem. Jako chladicí médium se užívají různé plyny a kapaliny, např. i voda.
Existují i transportní chladničky bez potřeby energetického zdroje na místě chlazení. Zde se chladicí médium na vhodném místě zahřátím oddělí od adsorbentu a po odděleném transportu se mu vrátí až na místě, kde je chlazení třeba. Na tomto principu fungují například samochladicí sudy na pivo.

### Lednička na bázi Peltierova článku
Peltierův článek využívá Peltierova jevu – při průchodu stejnosměrného elektrického proudu dvěma sériově zapojenými vodiči z rozdílných materiálů se jedna styčná plocha těchto vodičů zahřívá a druhá ochlazuje. Konstrukční řešení bývá takové, že je řada sériově zapojených článků složena do bloku s ohřívanou a ochlazovanou stranou. K bloku přiléhají žebra například z hliníku (pro snazší přenos tepla mezi blokem a vzduchem), případně se tepelná výměna zlepšuje ventilátorem. Výhodami této technologie jsou malé rozměry, možnost bezhlučného provozu (žádné pohyblivé části), vysoká spolehlivost, dlouhá životnost, snadná regulace výkonu a možnost přepínání chlazení/ohřev. Mezi nevýhody naopak patří nízká účinnost a relativně vysoká cena.
Ledničky na bázi Peltierova článku se používají v automobilech a tam, kde je potřeba mobilita.

## Označení hvězdičkami
Na mraznicích (hovorově mrazácích) a ledničkách vybavených mraznicí je mrazicí výkon označen pomocí hvězdiček. Jedná se o jednu až čtyři hvězdičky v řadě. Počet hvězdiček udává teplotu a způsob užití mrazicí části lednice.
| *    | −6 °C      | vhodné pro krátkodobé skladování zmrazených potravin (přibližně 1 týden)  |
| **   | −12 °C     | vhodné pro střednědobé skladování zmrazených potravin (přibližně 2 týdny) |
| ***  | −18 °C     | vhodné pro dlouhodobé skladování zmrazených potravin                      |
| **** | pod −18 °C | vhodné pro zmrazování a dlouhodobé skladování potravin                    |

## Energetické třídy a spotřeba elektřiny
Každá lednice prodávaná v Evropské unii musí být opatřena energetickým štítkem, který informuje o energetické třídě spotřebiče, tedy o jeho energetické náročnosti při provozu. Třídy se dělily od A +++ až po E, F či G. Aktuálně je možné prodávat pouze lednice energetických tříd A+++, A++ a A+. Prodej lednic s třídou A a horší je už zakázán. Rozdílná energetická třída lednice se samozřejmě promítá do odlišné spotřeby elektrické energie a výše účtů za elektřinu. Například roční provoz lednice nejúspornější třídy A+++ stojí běžnou domácnost do 600 Kč za rok, naopak u třídy A stejná domácnost, jež odebírá proud v distribuční sazbě D02d (nejrozšířenější sazba pro byty) zaplatí přes 1000 Kč ročně. Zejména starší lednice tříd B či C, které už se neprodávají, ale stále je mohou domácnosti využívat, dokáží spotřebovat elektřinu za tisíce korun ročně.

## Klimatická třída
Udává teplotu okolního prostředí, ve které spotřebič bezchybně pracuje. SN – spotřebič pro teplotu +10 až +32 °C, N – spotřebič pro teplotu +16 až +32 °C, ST – spotřebič pro teplotu +18 až +38 °C, T – spotřebič pro teplotu +18 až +43 °C.
Ledničky z principu nejsou určeny pro provoz v nízkých teplotách (pod 0 °C, ale často i pod 10 °C), problematický tak bývá jejich celoroční provoz v nevytápěných místnostech a objektech (např. chatách, chalupách a dalších rekreačních zařízeních).